# NGC 7538
NGC 7538 ist ein Emissionsnebel im Sternbild Kepheus, der im Jahr 1787 von dem Astronomen William Herschel mithilfe seines 18,7-Zoll-Spiegelteleskops entdeckt und später von Johan Dreyer in seinem New General Catalogue verzeichnet wurde.
Der Nebel ist etwa 9.100 Lichtjahre entfernt, befindet sich auf dem Perseus-Arm der Milchstraße und ist direkt mit der großen Cassiopeia-OB2-Assoziation verbunden.
Er ist wie die OB2-Assoziation ein H-II-Gebiet, also eine überwiegend aus Wasserstoff bestehende Molekülwolke, die durch darin entstandene Sterne zum Leuchten angeregt wird. Die Gesamtmasse von NGC 7538 beträgt ungefähr 400.000 Sonnenmassen.
In dem Emissionsnebel gibt es verschiedene Phasen der Sternentstehung. Sie ist vor allem im nordwestlichen Sektor des Nebels am weitesten fortgeschritten. Zwei Infrarot-Durchmusterungen des Gebiets in den 1970er Jahren zeigen 11 helle Quellen, die mit IRS1 bis IRS11 bezeichnet werden. IRS1, IRS2 und IRS3 bilden darin eine kleine Gruppe von Sternen der Spektralklassen O und B am südöstlichen Rand des Nebels, von der der in einem kleinen, 180 AE durchmessenden H-II-Gebiet liegende IRS1 mit 104 L☉ der hellste ist; in seinem Umfeld sind Spektren von OH-Maser, Wasser, Formaldehyd, Ammoniak und Methanol nachweisbar. Ein diffuses H-II-Gebiet um IRS4-6 wird überwiegend durch IRS6 beleuchtet, einen O7V-Stern.
IRS7, IRS8 und vermutlich auch IRS10 sind Sterne im Vorder- oder Hintergrund, die nicht zu dem Nebel gehören. IRS9 ist ein Protostern in einer ähnlichen Umgebung wie IRS1 und ist von diesem nur eine Bogenminute entfernt. IRS11 weist ein OH-Maser-Spektrum auf und ist ein weiterer Protostern. Zusammen mit IRS9 gehört er zu den jüngsten Objekten des Nebels. Ein ebenfalls sehr junger und mit NGC7538 S bezeichneter Protostern hebt sich durch eine der größten bisher gefundenen Akkretionsscheiben hervor, die mit 14.000 AE etwa das 300-Fache des Sonnensystems durchmisst. Empfindlichere IR-Untersuchungen des Nebels zeigen tausende Infrarotquellen und deuten auf entstandene und im Entstehen begriffene Sternhaufen mit einem Alter von bis zu 4 Milliarden Jahren, aber auch jünger als 1 Milliarde Jahre hin, die sich in den genannten Gebieten konzentrieren.